# Верхньозорянське
Верхньозо́рянське (первісна назва — Верхня Зорянка) —  село в Україні, у Шевченківській селищній громаді Куп’янського району Харківської області. Населення становить 244 осіб. Орган місцевого самоврядування — Шевченківська селищна рада.

## Географія
Село Верхньозорянське знаходиться у п'яти кілометрах на захід від села Огурцівка.

## Історія
1906 — дата заснування.
Засновником села був купець Зорін, котрий викупив землю у поміщика Булацеля, та заснував на ній два села, назвавши їх на свою честь — Верхня Зорянка та Нижня Зорянка. 
7 (20) листопада 1917 року, відповідно до.Третього Універсалу Української Центральної Ради, увійшло до складу Української Народної Республіки.
В радянські часи назву села Верхня Зорянка було змінено на Верхньозорянське.
12 червня 2020 року, відповідно до Розпорядження Кабінету Міністрів України № 725-р «Про визначення адміністративних центрів та затвердження територій територіальних громад Харківської області», увійшло до складу Шевченківської селищної територіальної громади.
19 липня 2020 року, в результаті адміністративно-територіальної реформи та ліквідації Шевченківського району, село увійшло до складу новоутвореного Куп'янського району Харківської області.

## Об'єкти соціальної сфери
- Клуб, медичний пункт, бібліотека.